# Дніпровський вітер
«Дніпровський вітер» — радянський телефільм з двох новел 1976 року, знятий режисерами Володимиром Денисенком і Василем Ілляшенком на Кіностудії ім. О. Довженка.

## Сюжет

### «На косі»
Заїжджий браконьєр убив у заповіднику лебедя. Центром сюжету фільму є ставлення до цієї події молодої закоханої пари.

### «Чари-очерети»
З веселим нетерпінням ідуть мисливці на відкриття сезону до багатого озера Чари-очеретів. Але виявилось, що озера вже немає. Висохло.

## У ролях
- Ірина Дорошенко — Ольга, орнітолог
- Володимир Алексєєнко — Оленчук, колгоспник
- Костянтин Артеменко — Аксен, мисливець, пожежний
- Іван Гаврилюк — єгер Петро
- Микола Гудзь — Коленька, мисливець
- Наталія Наум — Парасковія, дружина Оленчука
- Федір Одиноков — Віктор Павлович Танцюра, начальник, браконьєр
- Федір Панасенко — конюх
- Віктор Семанів — Павлуша, мисливець-новачок
- Сергій Сібель — Костя, мисливець
- Олексій Смирнов — Федотич, мисливець-індивідуаліст Сахно
- Валентин Черняк — Павловський, водій
- Альфред Шестопалов — Степан, мисливський бригадир, кранівник
- Микола Юдін — Петрович, мисливець
- Неоніла Гнеповська — колгоспниця
- Віктор Черняков — заступник Танцюри

## Знімальна група
- Режисери — Володимир Денисенко, Василь Ілляшенко
- Сценаристи — Володимир Денисенко, Володимир Довгань
- Оператори — Віктор Політов, Сергій Стасенко
- Асистент оператора: Володимир Довгальов
- Асистенти режисера: А.Песков, Ю.Лагоденко
- Композитор — Олександр Білаш
- Художник — Петро Максименко